# Periquito terrestre
El periquito terrestre (Pezoporus wallicus) és una espècie d'ocell de la família dels psitàcids que habita zones pantanoses i praderies d'Austràlia i Tasmània.

## Subespècies
S'han descrit tres subespècies:
- Pezoporus wallicus wallicus (Kerr, 1792). Del sud-est i est d'Austràlia.
- Pezoporus wallicus leachi Mathews, 1912. De Tasmània.
- Pezoporus wallicus flaviventris North, 1911. De sud-oest d'Austràlia. Aquest tàxon és considerat una espècie de ple dret per diversos autors.[1]